# Красный Полумесяц Казахстана
Национальное общество Красного полумесяца Республики Казахстан (каз. Қазақстан Республикасының Ұлттық Қызыл жарты ай қоғамы) — благотворительная организация, участник Международного движения Красного Креста и Красного Полумесяца. Свою деятельность проводит на основании Указа Президента Казахстана "О деятельности Казахского общества Кpасного Полумесяца и Кpасного Кpеста" N 720 от 17 апpеля 1992 г.

## История Общества Красного Креста Казахстана
В связи с образованием Казахской ССР в 1936 году, 5 марта 1937 г. было создано Общество Красного Креста Казахской ССР. С распадом СССР и обретением независимости Республикой Казахстан, Общество Красного Креста Казахской ССР было преобразовано в Общество Красного Креста и Красного Полумесяца Республики Казахстан.
С 17 апреля 1992 года Общество функционирует на основании Указа Президента РК «О деятельности Казахского Общества Красного Полумесяца и Красного Креста», а также Женевских конвенций 1949 года.
31 марта 1993 года Республика Казахстан присоединилась к Женевским конвенциям о защите жертв войны 1949 года и двум Дополнительным протоколам к ним 1977 года. В 1993 году Общество было переименовано в Общество Красного Полумесяца и Красного Креста Республики Казахстан.
В марте 2002 года Общество официально принимает новое наименование «Общество Красного Полумесяца Республики Казахстан» и эмблему Красного Полумесяца (в связи с принятием в декабре 2001 года Закона Республики Казахстан «Об эмблеме и отличительном знаке медицинской службы Вооруженных Сил Республики Казахстан»).
В ноябре 2003 года Общество Красного Полумесяца Республики Казахстан признано Международным Комитетом Красного Креста и стало членом Международной Федерации Обществ Красного Креста и Красного Полумесяца.